# Neodiphthera pristina
Neodiphthera pristina är en fjärilsart som beskrevs av Walker 1865. Neodiphthera pristina ingår i släktet Neodiphthera och familjen påfågelsspinnare. Inga underarter finns listade i Catalogue of Life.